# Augusta Samuelsson
Augusta Matilda Samuelsson, född 4 september 1867 i Simrishamns församling, Kristianstads län, död 11 april 1946 i Malmö Sankt Pauli församling, Malmö
, var en svensk målare och tecknare.
Samuelsson utbildade sig i målning och teckning vid olika privata målarskolor i Köpenhamn, Stockholm och Göteborg samt under studieresor till Sydtyskland och Italien. Hennes konst består av tecknade porträtt i blyerts samt målade stilleben och landskapsskildringar från sydöstra Skåne och Kivik.